# Sneltoets

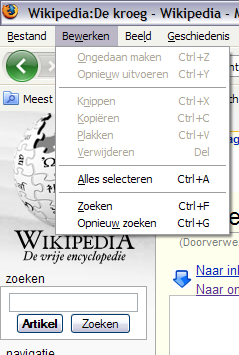
Sneltoetsen in Firefox

Sneltoets is een toetscombinatie op het toetsenbord waarmee functies/commando's in computerprogramma's geactiveerd kunnen worden. "Snel" betekent hierin dat het aanroepen van functies vaak sneller gaat dan met de computermuis.
Elk computerprogramma heeft zijn eigen functies. Hierdoor verschillen de sneltoetscombinaties in de verschillende programma's. De softwarefabrikanten proberen echter wel de meest logische combinaties toe te passen en zo veel mogelijk dezelfde sneltoetsen te gebruiken.

## Voorbeelden
| Commando               | Sneltoets                          | Sneltoets |
| Commando               | Microsoft Windows, X Window System | Mac OS    |
| ---------------------- | ---------------------------------- | --------- |
| Kopiëren               | Ctrl+C                             | ⌘C        |
| Knippen                | Ctrl+X                             | ⌘X        |
| Plakken                | Ctrl+V                             | ⌘V        |
| Nieuw document/bestand | Ctrl+N                             | ⌘N        |
| Afdrukken              | Ctrl+P                             | ⌘P        |
| Zoeken                 | Ctrl+F                             | ⌘F        |
| Alles selecteren       | Ctrl+A                             | ⌘A        |
| Actie ongedaan maken   | Ctrl+Z                             | ⌘Z        |
| Helpfunctie            | F1                                 | ⌘?        |
| Pagina verversen       | Ctrl+R of F5                       | ⌘R        |

Er bestaan verschillende soorten sneltoetscombinaties:
1. Alt plus Letter of Cijfer
2. Functietoetsen
3. Shift, Alt en/of Option
4. Control (Ctrl) of Command (Cmd of ⌘, bij Apple Macintosh-computers) plus Letter of Cijfer

1. Sneltoets met Alt → Menu activeren
Een eenvoudige manier om de Alt-sneltoetsen te onderscheiden in Microsoft Windows, is door goed te kijken naar de onderstreepte letters in menubalken (bijvoorbeeld menu Bestand) en Dialoogvensters (bijvoorbeeld dialoogvenster Lettertype). Als er geen onderstreepte letters te zien zijn, kunnen deze meestal tevoorschijn gehaald worden door Alt in gedrukt te houden.
2. Sneltoets functietoetsen → Functie activeren
Onder Mac OS X zijn aan veel functietoetsen standaardfuncties toegewezen, hoewel de precieze functies afhangen van de gebruikte versie en/of ingestelde voorkeuren. Voorbeelden van deze functies zijn onder andere bedienen van Exposé, de regeling van het geluidsvolume van de computer, van de helderheid van het scherm of de toetsenbordverlichting en het laten afspelen of pauzeren van mediaprogramma's. De werking van de functietoetsen (F1 t/m F12, soms nog meer) worden op andere besturingssystemen vaak door elk computerprogramma apart bepaald; hierdoor is het nodig de documentatie van elk programma afzonderlijk te raadplegen om de functie te achterhalen.
3. Shift, Alt en/of Option
Shift en Option worden alleen als toevoeging gebruikt om “extra” functies te maken en/of een herkenbaar onderscheid te maken tussen functies; Alt wordt soms ook op deze manier gebruikt. Bijvoorbeeld: kopiëren is Ctrl+C, en kopiëren opmaak is Ctrl+Shift+C.

## Voordelen van sneltoetsen
Het gebruik van sneltoetsen biedt diverse voordelen:
1. het werkt sneller dan met de computermuis
2. er zijn minder handelingen nodig
3. er is minder concentratie (inspanning) nodig, door niet te hoeven "zoeken" en "mikken" met de muis/cursor
4. het is ergonomisch beter door het ontbreken van de eenzijdige (muis)belasting
5. het werkt preventief tegen RSI en ondersteunt bij herstelprocessen
6. computergebruikers voelen zich door het gebruik van toetsen fitter aan het einde van hun werkdag[1]